# Glinik Górny (gromada)
Glinik Górny (do 30 XII 1961 Gogołów) – dawna gromada, czyli najmniejsza jednostka podziału terytorialnego Polskiej Rzeczypospolitej Ludowej w latach 1954–1972.
Gromady, z gromadzkimi radami narodowymi (GRN) jako organami władzy najniższego stopnia na wsi, funkcjonowały od reformy reorganizującej administrację wiejską przeprowadzonej jesienią 1954 do momentu ich zniesienia z dniem 1 stycznia 1973, tym samym wypierając organizację gminną w latach 1954–1972.
Gromadę Glinik Górny z siedzibą GRN w Gliniku Górnym utworzono 31 grudnia 1961 w powiecie strzyżowskim w woj. rzeszowskim w związku z przeniesieniem siedziby gromady Gogołów (zwiększonej tego samego dnia o wieś Glinik Średni z gromady Frysztak) z Gogołowa do Glinika Górnego i zmianą nazwy jednostki na gromada Glinik Górny.
Gromada przetrwała do końca 1972 roku, czyli do kolejnej reformy gminnej.